# نیتا آمبانی
نیتا آمبانی (انگلیسی: Nita Ambani؛ زادهٔ ۱ نوامبر ۱۹۶۳) کارآفرین، نیکوکار و مجموعه‌دار اهل هند است. وی همسر موکش آمبانی؛ مالک و مدیرعامل شرکت ریلاینس می‌باشد.